# Луцато
Луцато (с ненец. «озеро русских», нен. луца — русские, нен. то — озеро) — сточное озеро на территории Ямальского района Ямало-Ненецкого автономного округа России.
Ближайший населённый пункт — деревня Усть-Юрибей (упразднена в 2010 году), находящаяся в 49 км к юго-востоку.

## Описание
Озеро находится в южной части полуострова Ямал, на высоте 13 м над уровнем моря. Площадь зеркала 6,7 км², длина 3,15 км, наибольшая ширина 2,7 км. Общая площадь водосбора 18 км². Литораль песчаная, шириной до 500—600 м.
На западе из Луцато вытекает ручей Луцасё, впадающий в озеро Ямбуто.
Относится к бассейну реки Торамюяха (правый приток Хэяхи).